# Рейхана, Брюс
Брюс Тревор Рейхана (англ. Bruce Trevor Reihana, родился 6 апреля 1976 года в Темсе) — новозеландский регбист, выступавший на позициях фулбека, винга и флай-хава. Известен преимущественно по играм за команду «Нортгемптон Сэйнтс» в чемпионате Англии.

## Биография
Родился 6 апреля 1976 года в новозеландском городе Темс. Окончил колледж Те Авамуту, где и начинал игровую карьеру. Выступал в чемпионате провинций Новой Зеландии за команду региона Уаикато, в 1996 и 1997 годах становился чемпионом турнира: в 20 матчах занёс 19 попыток и набрал 120 очков итого. В сезоне 2000 года, играя на позиции первого пяти-восьмого, Рейхана набрал 35 очков в игре против Северного Отаго, занеся три попытки и проведя 10 реализаций (всего в его активе за команду 81 игра и 385 очков). В чемпионате Супер 12 играл в 1997—2002 годах, сыграв 58 матчей и набрав 123 очка за «Чифс».
В 1996—1997 годах Рейхана выступал за молодёжную сборную, известную как «Нью Зиленд Кольтс». В 1998 и 2002 годах Рейхана играл за сборную Новой Зеландии по регби-7, выиграв с ней золотые медали на Играх Содружества в Куала-Лумпуре в 1998 году и в Манчестере в 2002 году. В 1998 году, играя за новозеландскую сборную, составленную из выпускников Регбийной академии (англ. New Zealand Academy XV), он сыграл матчи против Англии и Тонга, в которых новозеландцы разгромили своих противников; тогда же он выступал за сборную маори (до 2002 года), сыграв в 11 матчах — в том числе против Австралии и Аргентины в 2001 году и в турне по Австралии в 2002 году. В 1999 году играл за вторую сборную Новой Зеландии, провёл 5 матчей: его рассматривали как кандидата на поездку на чемпионат мира в Уэльсе в связи с травмой Карлоса Спенсера, однако Брюс не попал в заявку ни на один матч даже как резервист.
В 2000 году во время турне по Европе состоялся дебют Рейханы в сборной Новой Зеландии: 18 ноября он сыграл за «Олл Блэкс» дебютный матч в Марселе против Франции, который новозеландцы сенсационно проиграли 33:42, а 25 ноября провёл вторую игру в Генуе против Италии, в котором помог команде победить 56:19 и набрал 10 очков благодаря двум попыткам. Эти игры стали для Рейханы единственными за сборную: отъезд в Европу в 2002 году повлёк разрыв контракта с Новозеландским регбийным союзом и лишил его права вызываться в сборную.
Покинув Новую Зеландию в 2002 году, Рейхана стал игроком клуба «Нортгемптон Сэйнтс», в котором играл на позиции фулбэка. В сезоне 2003/2004 получил приз Игрока года по версии PRA и лучшего легионера Премьер-Лиги: за сезон он занёс 15 попыток во всех турнирах (4 в сезоне 2002/2003), разделив первое место по попыткам со Стивом Хэнли. По окончании сезона 2005/2006 ходили слухи о возвращении Рейханы в Новую Зеландию, которые, однако, не оправдались. Позже он стал капитаном команды после отказа от этой должности Стива Томпсона. 23 сентября 2006 года в игре против «Глостера» он получил кравму крестообразных связок и пропустил весь 2007 год. Капитанскую повязку он отдал Дилану Хартли в сезоне 2008/2009.
2 октября 2010 года Брюс Рейхана набрал 17 очков в игре против «Эксетер Чифс» и пробил отметку в 1000 очков за клуб. По окончании сезона 2010/2011 он ушёл в «Бордо-Бегль»: об этом было объявлено во время финала чемпионата Англии против «Лидс Карнеги» в эфире BBC Radio Northampton, пока Рейхана играл на поле. Сезон 2013/2014 стал последним для Рейханы в игровом плане, и он повесил бутсы на гвоздь, занявшись позже тренерской работой.
С сезона 2014/2015 Рейхана был тренером по навыкам в штабе «Бордо», в начале сезона 2017/2018 занял аналогичную должность в «Бристоле», а в августе 2020 года ушёл в команду «Клифтон», где работал тренером Мэтт Солтер, бывший капитан «Бристоля». Команда вышла из 2-й Национальной лиги в 1-ю Национальную лигу в 2020 году.

## Стиль игры
За время выступлений в составе команды Уаикато и клуба «Чифс» стал одним из лучших защитников: он был способен играть одинаково эффективно на позициях фулбэка и винга. Обладал хорошей скоростью и отменным ударом.